# Aphelonema decorata
Aphelonema decorata är en insektsart som först beskrevs av Van Duzee 1908.  Aphelonema decorata ingår i släktet Aphelonema och familjen Caliscelidae. Inga underarter finns listade i Catalogue of Life.